# فريدرش الأول مارغريف بادن
فريدرش الأول مرغريف بادن (1249 - 29 أكتوبر 1268)؛ كان مرغريف بادن وفيرونا من أسرة تسرينغن الشوابية، وبالإضافة إلى المطالبة بلقب دوق النمسا وستيريا منذ عام 1250 حتى وفاته،  وأيضا كان رفيق كونرادين هوهنشتاوفن خلال حملته على إيطاليا، وفي النهاية تم قطع رأسهما بناءً على أوامر شارل الأول ملك نابولي.

## المطالبة بالنمسا
وُلِد فريدرش في بلدة ألاند النمساوية، فهو الابن الوحيد للمرغريف الشوابي هيرمان السادس من بادن (حوالي 1226-1250) وزوجته جيرترود (1226-1288)، ابنة أخت ووريثة دوق بابنبرغ الراحل فريدرش الثاني من النمسا وحفيدة ليوبولد السادس دوق النمسا.
مع مقتل دوق النمسا فريدرش الثاني في معركة نهر ليثا عام 1246 انقرض خط الذكوري من سلالة بابنبرغ، لذلك رفع مرغريف هيرمان السادس من بادن من خلال زواجه من الوريثة جيرترود مطالب إدعاء بممتلكات أسرة في النمسا وستيريا، ومع ذلك بعد وفاة الإمبراطور فريدرش الثاني عام 1250، لم تكن هناك سلطة إمبراطورية قوية لتأكيد لقبه، وعلى الرغم من أنه تلقى الدعم من البابا إنوسنت الرابع والملك المناهض فيلهلم الهولندي، إلا أن هيرمان لم يتمكن من التغلب على مطالب التي أثارها فاكلاف الأول ملك بوهيميا وابنه أوتوكار الثاني.
ومع وقت وفاة والده بقي فريدرش الصغير في مايسن بعد أن فرت والدته جيرترود إليها، كان بإمكانه خلافة والده على أملاكه في بادن الشوابية، مع باعتبار عمه رودولف الأول كوصي، وكما طالب بدوقيتي النمسا وستيريا من خلال والدته، واتخذ مقر إقامته بالقرب من فيينا، ومع ذلك عندما تزوج أوتوكار الثاني من عمة والدته مارغريت في عام 1252 وانتقلهما إلى النمسا، اضطر مرة أخرى إلى الفرار، في البداية نحو ستيريا ثم إلى بلاط آل سبونهايم في كارينثيا.

## الصحبة مع كونرادين

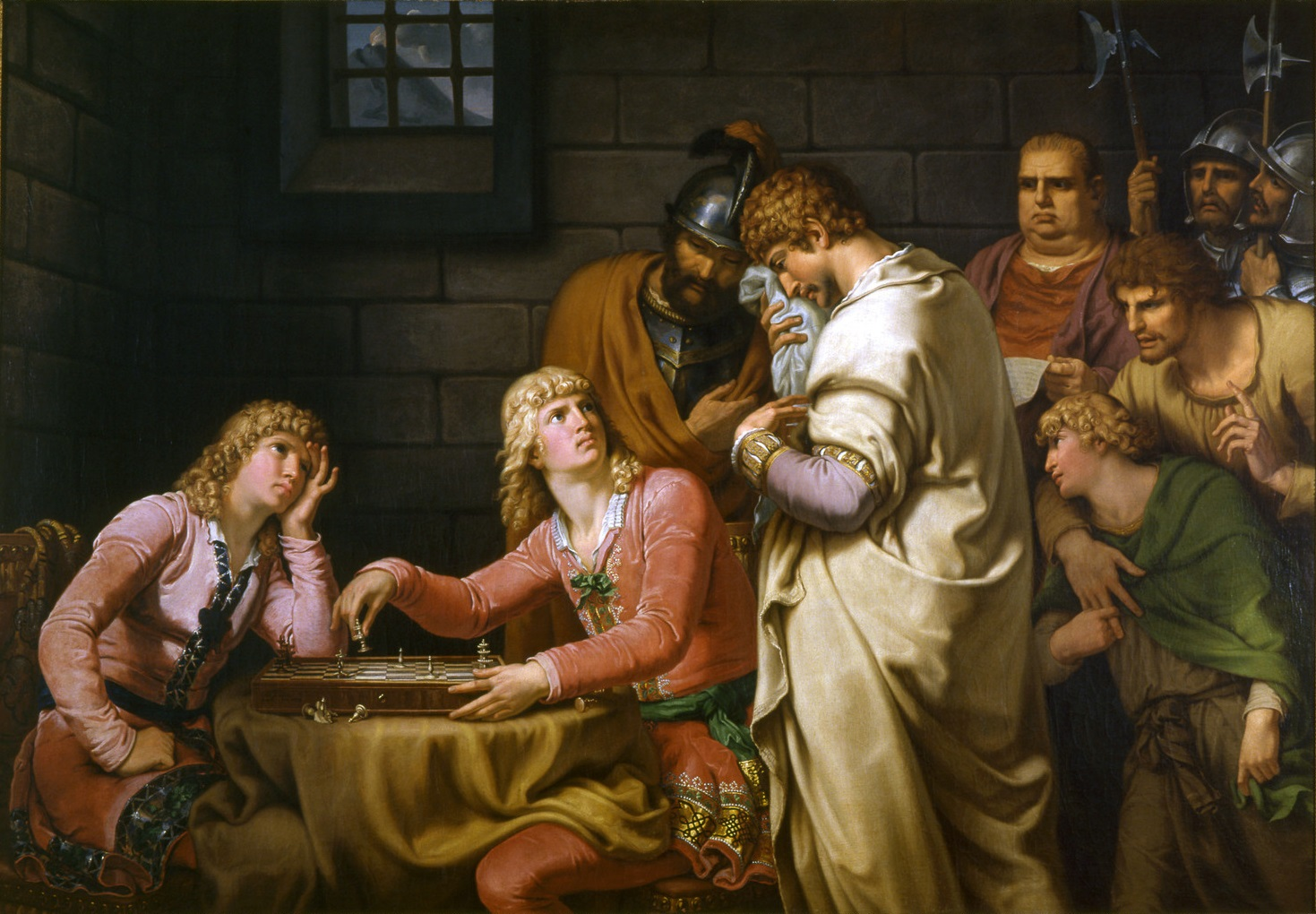
لوحة تاريخية من قبل الرسام يوهان هاينريش فيلهلم تيشباين (1784): يحكي فيها أثناء سماع كونرادين وروفيفه فريدرش حكم الإعدام، وهما يلعبا شطرنج.

ومع عام 1266 تقريباً انتقل فريدرش في مقر إقامة دوق بافاريا لودفيغ الثاني من آل فيتلسباخ، وتقرب من ابن شقيقته كونرادين دوق شوابيا الذي يقيم هو الآخر في بلاطه، فهو الابن الصغير لـ كونراد الرابع ملك ألمانيا ووريث أسرة هوهنشتاوفن الإمبراطورية، توقع فريدرش منه الدعم في فرض مطالباته بالسلطة.
في عام 1267 اتخذ القرار مجازف بمرافقة كونرادين في حملته ضد شارل الأنجوي الذي توج ملكًا على صقلية من قبل البابا كليمنت الرابع وقتل عمه الوصي مانفريد في معركة بينيفينتو عام 1266، وصل كونرادين إلى روما في 24 يوليو 1268، ومع ذلك تمكن شارل من هزيمة قوات هوهنشتاوفن بشكل حاسم بمعركة تالياكوزو في 23 أغسطس، استطاع كونرادين وفريدرش من الفرار إلا أنهما وقعا في الأسر في 8 سبتمبر في برج أستورا جنوبي أنزيو، بعد أن رشى بهم أحد أتباعهما من أسرة فرانجيباني وسلموهما إلى الملك شارل، ظل كلاهما في سجن مهين في قلعة ديلوفو بنابولي، حكم عليهما بالإعدام من الملك نفسه؛ وفقًا للأسطورة: سمعا الحكم أثناء لعب الشطرنج واستمرا في اللعبة بلا مبالاة، تم إعدام كونرادين وفريدرش علناً بقطع رأسيهما في ساحة ديل ميركاتو في 29 أكتوبر.
في البداية تم دفن رفاتهما على عجل، ولكن تم نقلها لاحقًا إلى كنيسة سانتا ماريا ديل كارمن في نابولي، بناءً على طلب من والدة كونرادين إليزابيث البافارية، توفي البابا كليمنت بعد شهر من الإعدام؛ ومع ذلك تم تقليص مملكة الملك شارل خلال صلاة الغروب الصقلية عام 1282.